# Луківка (Звенигородський район)
Лу́ківка — село в Україні, у Катеринопільській селищній громаді Звенигородського району Черкаської області. Населення становить 271 осіб.

## Відомі люди
Уродженці села:
- Латанський Василь Григорович (нар. 1938) — український письменник, член Національної спілки письменників України.
- Латанський Сергій Васильович (1929—2016) — український мистецтвознавець і художник.

Поховані у селі:
- Новосад Юрій Анатолійович (1986—2022) — старший солдат Збройних Сил України, учасник російсько-української війни.